# Annonciation entre les saints Ansan et Marguerite
L'Annonciation entre les saints Ansan et Marguerite est une peinture à la détrempe et à l'or sur un panneau de bois de 305 × 265 cm réalisé par Simone Martini et Lippo Memmi, signée et datée de 1333, et conservée au  musée des Offices à Florence. C'est un triptyque  dont la partie centrale est trois fois plus large que les deux compartiments latéraux. Considéré comme le chef-d'œuvre de Simone Martini, de l'école siennoise et de la peinture gothique en général, il a été réalisé pour un autel latéral de la cathédrale de Sienne.

## Histoire
Le triptyque était destiné aux habitués de la cathédrale de Sienne, qui s'y rendaient aux offices. Ils appartenaient pour la plupart à la classe populaire analphabète, qui avait besoin de ces illustrations d'épisodes bibliques pour intégrer des connaissances doctrinales qu'elle ne pouvait acquérir par la lecture des textes.
La documentation concernant cette œuvre est connue, confirmant la signature et la date indiquée sur le cadre, visible dans le fragment ancien inséré dans l'encadrement actuel du XIXe siècle. Il contient les noms de Simone et de son beau-frère Lippo Memmi (« SYMON MARTINI ET LIPPVS MEMMI DE SENIS ME PINXERVNT ANNO DOMINI MCCCXXXIII »), mais les parties attribuables à chacun des peintres sont inconnues. Ce n'est que sur la base de considérations stylistiques que l'on suppose que la partie centrale avec L'Annonciation a été réalisée par Simone et les deux séries de saints et de prophètes par Lippo Memmi.
Une œuvre de ce genre, avec un raffinement linéaire extraordinaire, n'a pas de modèles contemporains en Italie, mais doit plutôt être comparée aux manuscrits enluminés de la cour française ou aux peintures plus imaginatives produites en Allemagne ou en Angleterre. Cette « manière » nord-européenne a ouvert la voie au recrutement de Simone Martini dans l'« entourage » des peintres italiens à la cour papale d'Avignon où aucun Florentin n'était présent, la monumentalité classique de l'école giottesque n'ayant pas fait consensus dans la société gothique française.
Le tableau a été commandé pour l'autel de saint Ansan (ou Ansanus), l'un des protecteurs de Sienne, dans la cathédrale de la ville, où il est resté jusqu'en 1799, lorsque l'archiduc Leopold II l'a fait transporter à Florence, en l'échangeant contre deux toiles de Luca Giordano. Il a été exposé l'année même aux Offices. Le cadre d'origine, sculpté par le maître Paolo di Camporegio et doré par Lippo Memmi, a été rénové vers 1420 et remplacé au XIXe siècle.
L'œuvre a été restaurée en 2001.

## Description

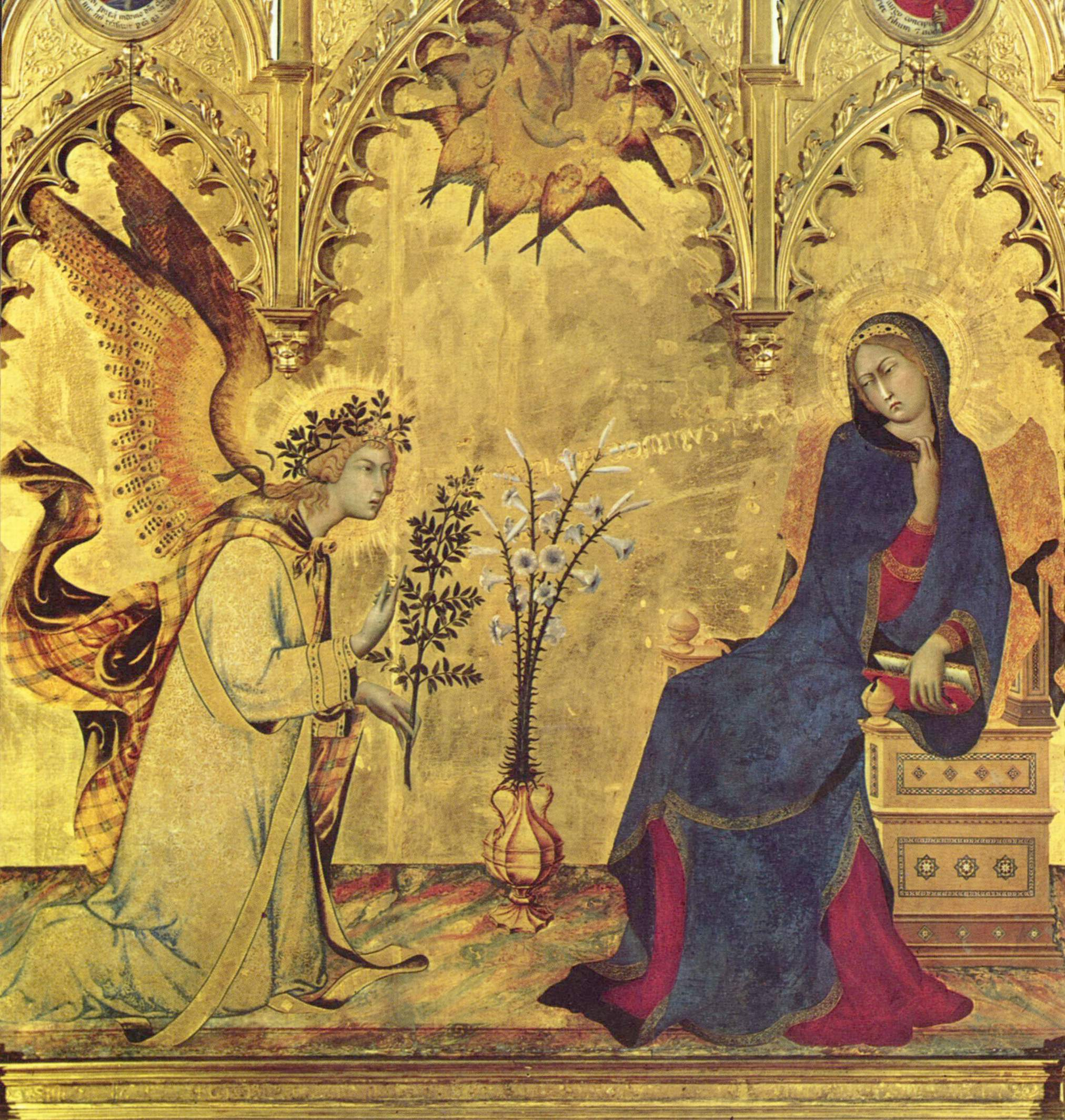
Annonciation.

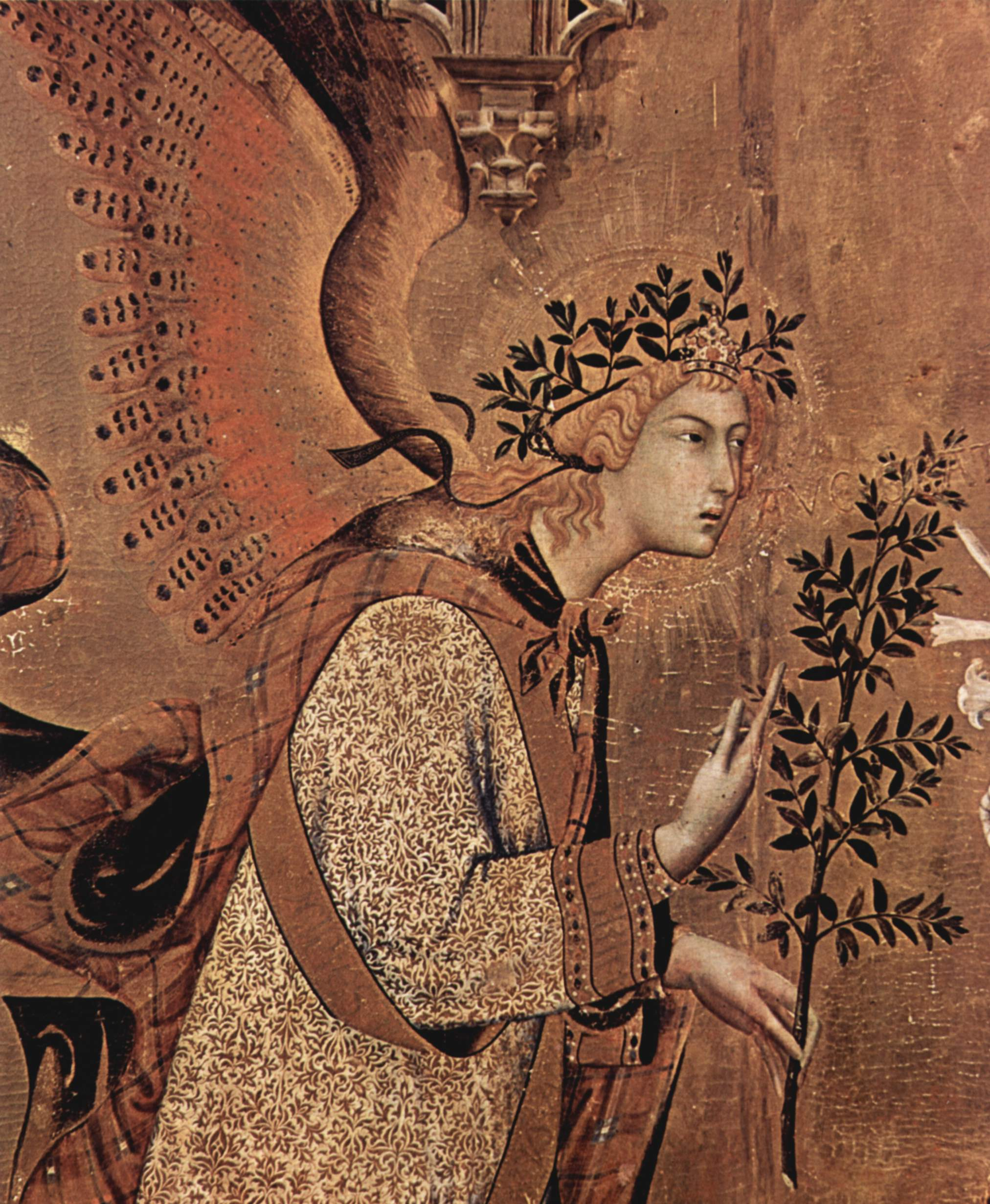
L'Ange.

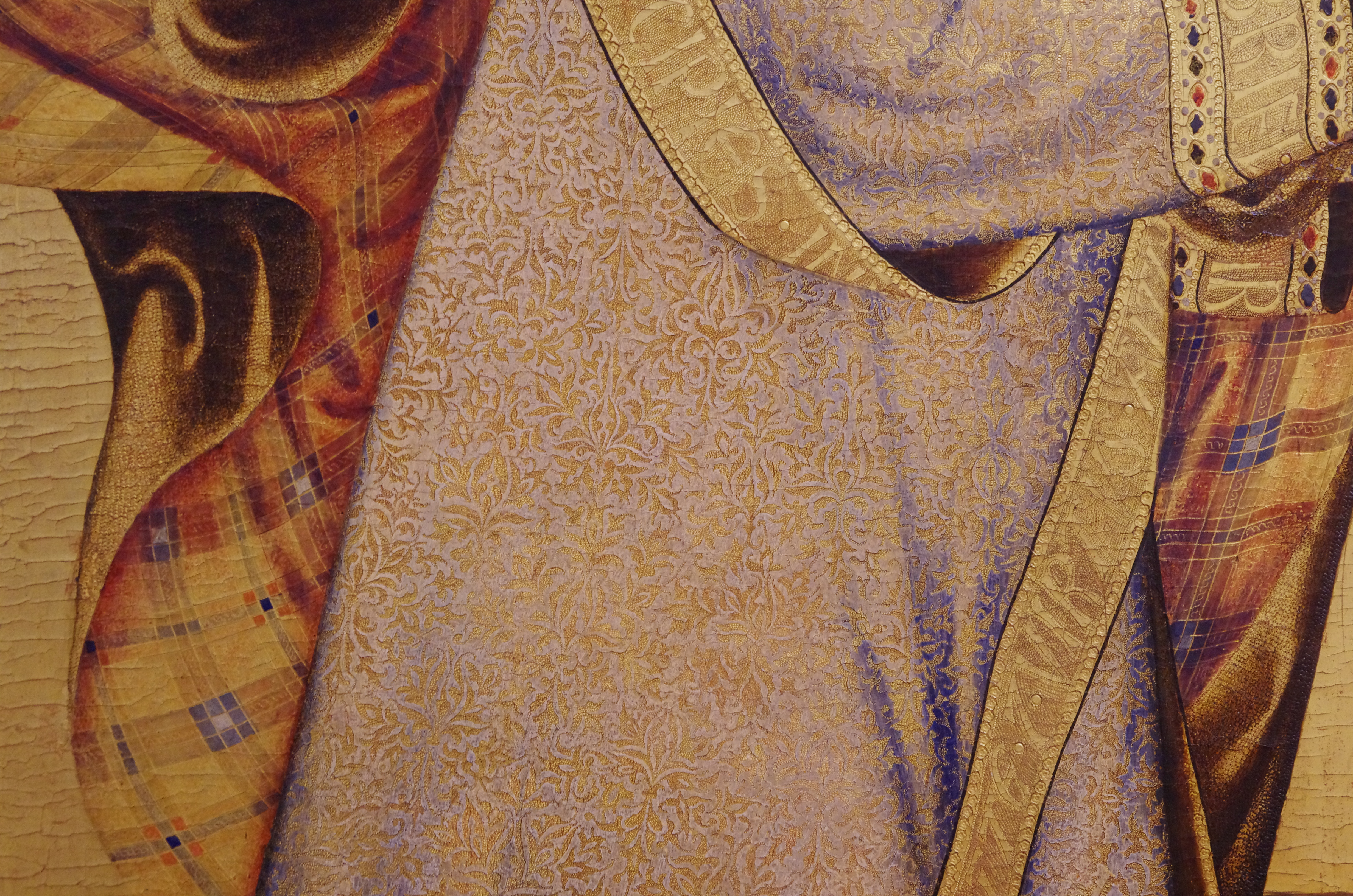
Détail de l'ange.

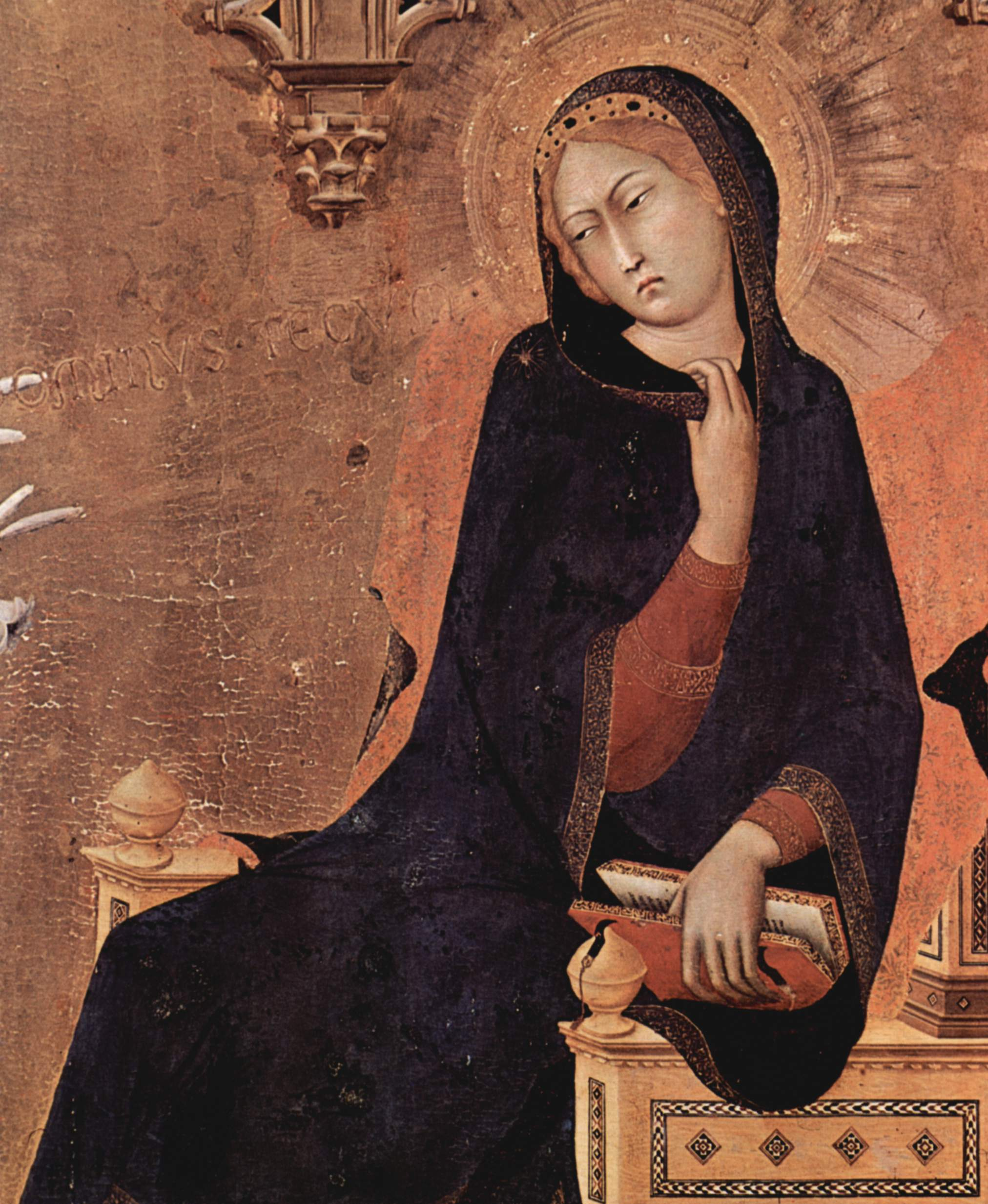
La Vierge.

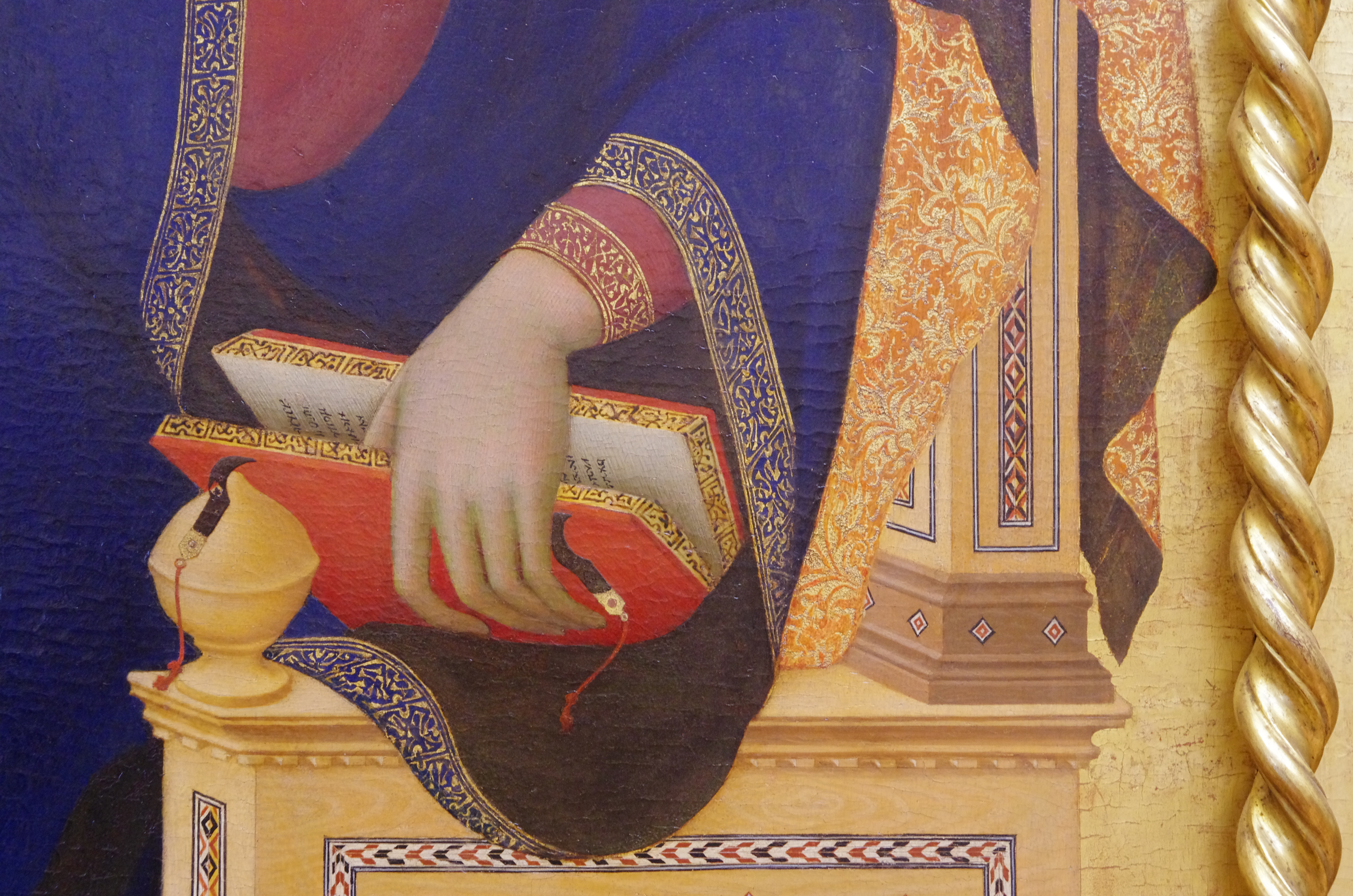
Détail de la Vierge.

Le retable est composé à partir du grand compartiment central avec L'Annonciation,  de deux compartiments latéraux avec saint Ansan (à gauche) et une sainte généralement identifiée comme sainte Marguerite ou sainte Massima (à droite) et quatre tondi avec des prophètes dans les cuspides : Jérémie, Ézéchiel, Isaïe et Daniel.
Le récit biblique raconte l'apparition soudaine de l'archange Gabriel dans la maison de la Vierge Marie à Nazareth pour lui annoncer le mystère de l'Incarnation de Jésus-Christ. Au Moyen Âge, l'annonciation est considérée comme le début de l'ère chrétienne.
L'épisode sacré montre le moment où l'archange Gabriel fait irruption dans la maison de Marie pour lui annoncer sa future maternité. Il tient d'une main un rameau d'olivier (symbole de paix), tandis que de l'autre il montre la colombe du Saint-Esprit descendant du ciel dans un cercle de huit anges. La Vierge, assise sur un trône, interrompt sa lecture à la soudaine apparition angélique et se retire effrayée, tournant un regard humble et modeste vers le messager céleste. Sur les côtés apparaissent les deux saints patrons de l'Église, totalement étrangers à la scène centrale dont ils sont formellement séparés par deux colonnes salomoniques  ornementales. Sur le fond, entièrement doré, figure un vase de lys extrêmement réaliste.
La scène centrale à gauche montre l'ange qui vient d'atterrir, la cape encore flottante dans une arabesque raffinée et les ailes, à la fine texture de plumes dorées, toujours déployées. La Vierge, assise sur un trône à la spatialité incertaine (un peu en perspective et un peu en axonométrie), qui était en train de lire, s'étonne (le livre est aussi un rappel de l'accomplissement des prophéties des Saintes Écritures) et a instinctivement un geste à contrecœur, fermant sa cape avec sa main et serrant ses épaules, à mi-chemin entre la chasteté effrayée et la réticence hautaine. Son expression, avec sa petite bouche étroite et ses yeux fins, est d'une grâce aristocratique extraordinaire, mais aussi un peu hautaine. Sa robe est composée de plis qui ont la finesse d'une arabesque et qui dématérialisent le corps, composant une pure ligne décorative : les jambes sont en fait aplaties et abstraites, à peine devinées par le mouvement nerveux du bord de la robe. Les personnages de part et d'autre ont la même physionomie du fait de l'utilisation de modèles (patroni) pour obtenir la forme des figures, ne présentant aucun intérêt dans leur représentation individuelle.
Les lettres dorées de paroles sortent de la bouche de l'ange, technique annonciatrice du phylactère. L'environnement est complété par un sol en marbre (spatialement incompatible avec celui des panneaux latéraux) sur lequel se trouve au centre un précieux vase doré avec quelques lys, fleur mariale symbole de pureté ; au sommet se trouve la colombe du Saint-Esprit entourée d'un groupe de chérubins en cercle.
Le fond est une étendue d'or éblouissante, qui donne à la scène une apparence abstraite mais extraordinairement spirituelle. La dorure des vêtements et de certains détails met en valeur l'ensemble en utilisant des techniques que Simone a pu inventer justement pour ce travail : il s'agit essentiellement de peindre sur la feuille d'or, à la fois en étalant la couleur calligraphiquement et avec des glaçures pour laisser visible l'or sous-jacent (« palliation » visible dans les ailes de l'ange), puis en grattant la couleur pour créer des motifs damassés (robe de l'ange). À cela, il faut ajouter le poinçonnage et le traitement au burin et au ciseau de détails tels que les auréoles ou les bords des vêtements, qui créent une surface picturale extrêmement précieuse de haute qualité. L'utilisation du glacis est caractéristique de la douceur de la peinture de Simone Martini, qu'il répand dans son salon avignonnais, prémisse de la grande peinture nordique du XVe siècle et de la technique de la peinture à l'huile.

## Style
D'un point de vue formel, le tableau apparaît divisé en trois niveaux : le fond doré qui suggère un espace indéterminé ; l'espace intermédiaire, avec le vase de lys et le Saint-Esprit au-dessus, et le premier plan avec les deux personnages centraux, séparés des autres non pas tant par un ton chromatique, mais par l'extrême clarté des contours. L'ensemble de la représentation est également imprégné d'un dynamisme exceptionnel : l'archange vient de toucher le sol, comme en témoigne la prédominance des lignes verticales générées par les ailes encore déployées et par le rabat du manteau non encore rappelé par la force de gravité ; la Vierge, quant à elle, se caractérise par la forte torsion de sa silhouette élancée, soulignée par la position des bras et l'inclinaison de la tête, par opposition à la géométrie rigide du trône sur lequel elle est assise. Avec ces éléments, Simone Martini parvient à construire une réalité nouvelle et différente, hautement calibrée dans la distribution des figures et dans l'équilibre du vide et du plein, imprégnée d'un idéal suprême de beauté, d'élégance et d'harmonie.
Grâce à l'incroyable expressivité de la ligne, l'ange conserve sa forme malgré l'immatérialité de son corps, presque transparent ; l'or de ses vêtements est superposé à l'or du fond, créant des effets réfractifs extraordinaires, immergeant ainsi le spectateur dans une extase de lumière et de richesse très raffinée, qui ne frôle jamais l'opulence. En face, la figure de la Vierge est complètement terrestre, comme le souligne la simplicité de ses vêtements particulièrement sombres.
Parfois ressentie comme un signe de proche décadence du fait de son élégance trop « maniérée », l'Annonciation est en fait une œuvre nouvelle par la subtilité de ses notations spatiales. L'artiste suggère une spatialité précise de la scène, s'éloignant des schémas de dimensionnalité byzantine et insérant des détails de perspective : la main de l'ange, le rameau d'olivier, la branche de lys et le vase présentés obliquement créent la profondeur par superposition, tandis que la précision méticuleuse du détail (marqueterie du trône, livre ouvert, marbre du pavement) garantit la présence de la représentation. Le sol en marbre, la draperie, les visages, le vase de lys, le rameau d'olivier, le trône de côté et le livre se caractérisent par un grand réalisme ; la dentelle dorée raffinée de la robe de Marie contribue à donner une touche de royauté à sa silhouette, par ailleurs excessivement sombre face à la splendeur angélique.

## Analyse
L'œuvre est l'une des plus célèbres des Offices, depuis le réveil de l'intérêt pour les « primitifs » et l'art gothique, dont Simone Martini était le maître et précurseur incontesté du gothique international. Les frères Goncourt, dans la seconde moitié du XIXe siècle, sont fascinés par la peinture, mais ils y voient une sensualité sinistre, notamment chez l'ange, à qui ils attribuent un «  long cou de serpent »  et une étrange « beauté perverse ».
Bernard Berenson et Roberto Longhi en font plutôt une œuvre symbolique du style linéaire, en la comparant, pour son élégance, aux miniatures persanes et aux meilleures œuvres d'art chinois et japonais .
Cristina Acidini insère L'Annonciation dans l'ouvrage Capolavori dell'arte, consacré aux meilleures réalisations artistiques de tous âges et de toutes cultures.
L'importance de l'œuvre tient à la netteté de son choix esthétique, radicalement différent du giottisme. L'effet, l'efficacité de l'image sont dus au rythme linéaire fondé sur la courbe du manteau de Marie qui répond à celle de l'ange : le retrait et l'avancée sont exprimés par le contour plus que par un geste « psychologique » : il en résulte un balancement équilibré où se joue la vie de l'œuvre.
Simone Martine renonce à toute représentation architecturale et donc, à toute évocation d'une profondeur géométriquement construite. La composition et l'unité de son Annonciation reposent sur le contraste entre la définition « irréelle » du lieu de la rencontre, fond d'or et sol de couleur fluide, et l'effet de réalité suscité à la fois par la représentation minutieuse des objets et le dynamisme des figures : la pose de Marie répond à l'intrusion de Gabriel, manifesté par le déploiement des ailes et l'envol de son vêtement, tandis qu'en franchissant ponctuellement le rebord idéal de l'image, les vêtements des personnages suscitent un remarquable effet de proximité, sinon de trompe-l'œil. Martini utilise le cadre pour structurer la position réciproque des figures : le mouvement de la Vierge installe son buste à l'intérieur de la zone déterminée par l'arc sculpté de droite, tandis que l'irruption de l'Ange lui fait, sur la gauche franchir le limite de la zone équivalente qu'occupe la base de son corps. Il parvient ainsi à dynamiser une disposition dont le principe est théologique et la finalité dévotionnelle. Henk van Os souligne que Simone a réparti les deux figures de part et d'autre d'un axe central contenant, verticalement, le Christ-Logos (présent très probablement dans le tondo disparu du cadre), la descente de l'Esprit sain, les lys et le texte en lettres d'or de la première salutation angélique, « Je te salue pleine de grâce, le Seigneur est avec toi », formule qui, dans la prière que les fidèles étaient censés faire devant l'autel, se continuait, depuis la fin du XIIe siècle, par le salut d'Elisabeth à Marie lors de la Visitation, « Tu es bénie entre toutes les femmes et béni soit le fruit de tes entrailles », actualisant ainsi en esprit l'Incarnation sur le point d'advenir dans le retable.

## Postérité
La peinture fait partie du musée imaginaire de l'historien français Paul Veyne, qui le décrit dans son ouvrage justement intitulé Mon musée imaginaire.

### Décor de l'opéraIl Primo Omicido
Le tableau accroché à l'envers de Simone Martini et Lippo Memmi est descendu, telle une apparition divine, dans la mise en scène d'Il primo omicidio, oratorio à six voix d'Alessandro Scarlatti, dans la mise en scène de Romeo Castellucci présentée à l'Opéra de Paris (Garnier) en janvier 2019. Le programme précise :  « Il descend renversé sur scène, comme une guillotine. C'est une lame qui coupe le plateau [...] Ève et Marie se reflètent l'une dans l'autre de façon inversée [...]. L'Ange retourné annonce aussi la présence de Lucifer ».

## Source de traduction
- (it) Cet article est partiellement ou en totalité issu de l’article de Wikipédia en italien intitulé « Annunciazione tra i santi Ansano e Margherita » (voir la liste des auteurs).